# ネットランド
株式会社ネットランドは、法人向けIT製品・クラウドサービスなどの販売、導入サポート、運用支援を行う日本の株式会社。
2019年7月現在、製品・サービス取扱い契約企業数は1000社を越える
。

## 沿革
- 2008年2月 - GIグループ創業
- 2018年1月 - 株式会社ネットランド設立
- 2018年7月 - ネットランド「総合カタログ」創刊
- 2019年2月 - ネットランド「総合カタログ」発行数10万部突破[3]
- 2019年7月 - テレビCM広告開始